# Sfera armillare

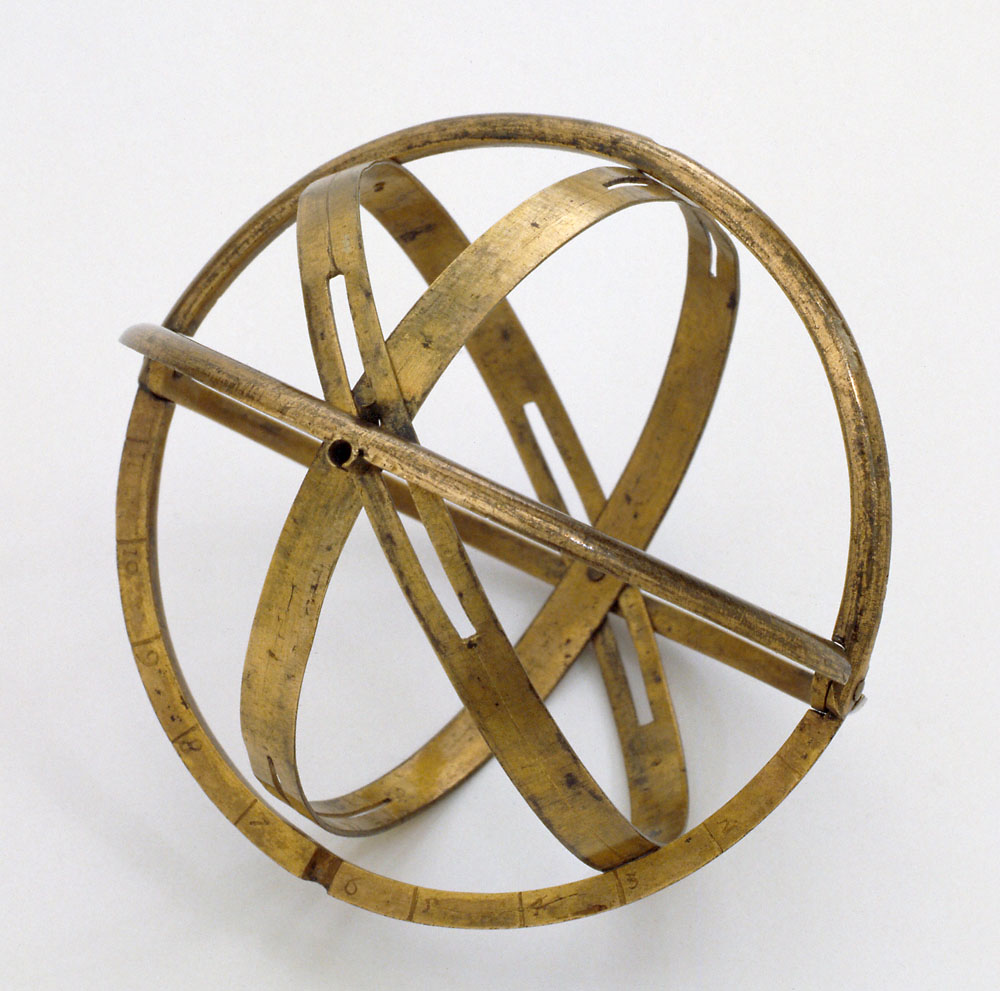
Una sfera armillare

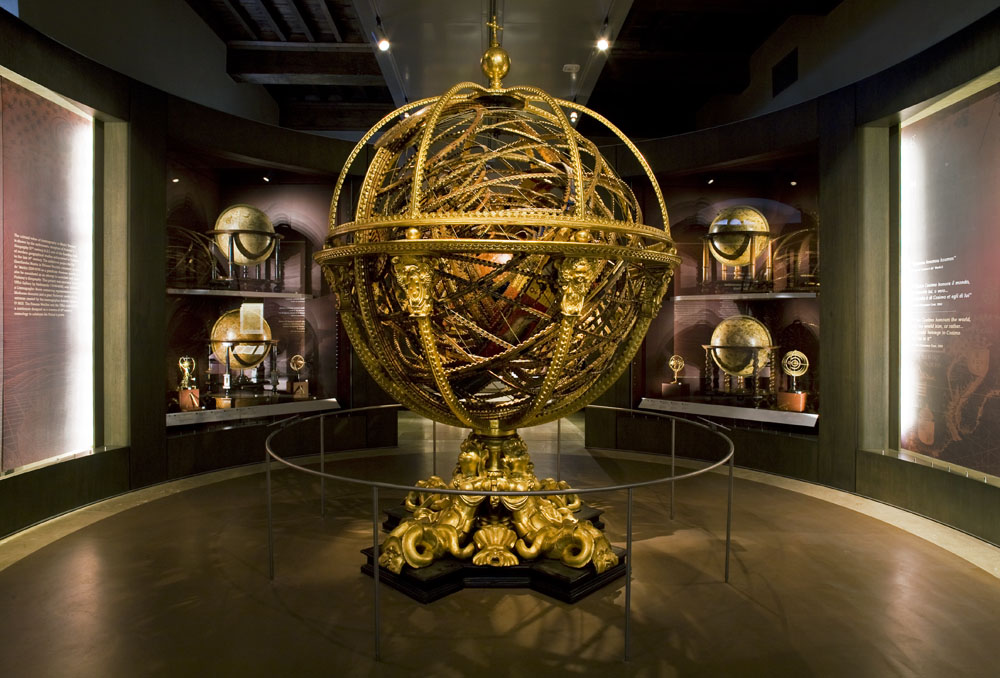
La grande sfera armillare di Antonio Santucci al Museo Galileo di Firenze

Una sfera armillare (nota anche come astrolabio sferico) è un modello della sfera celeste inventato da Eratostene nel 255 a.C.

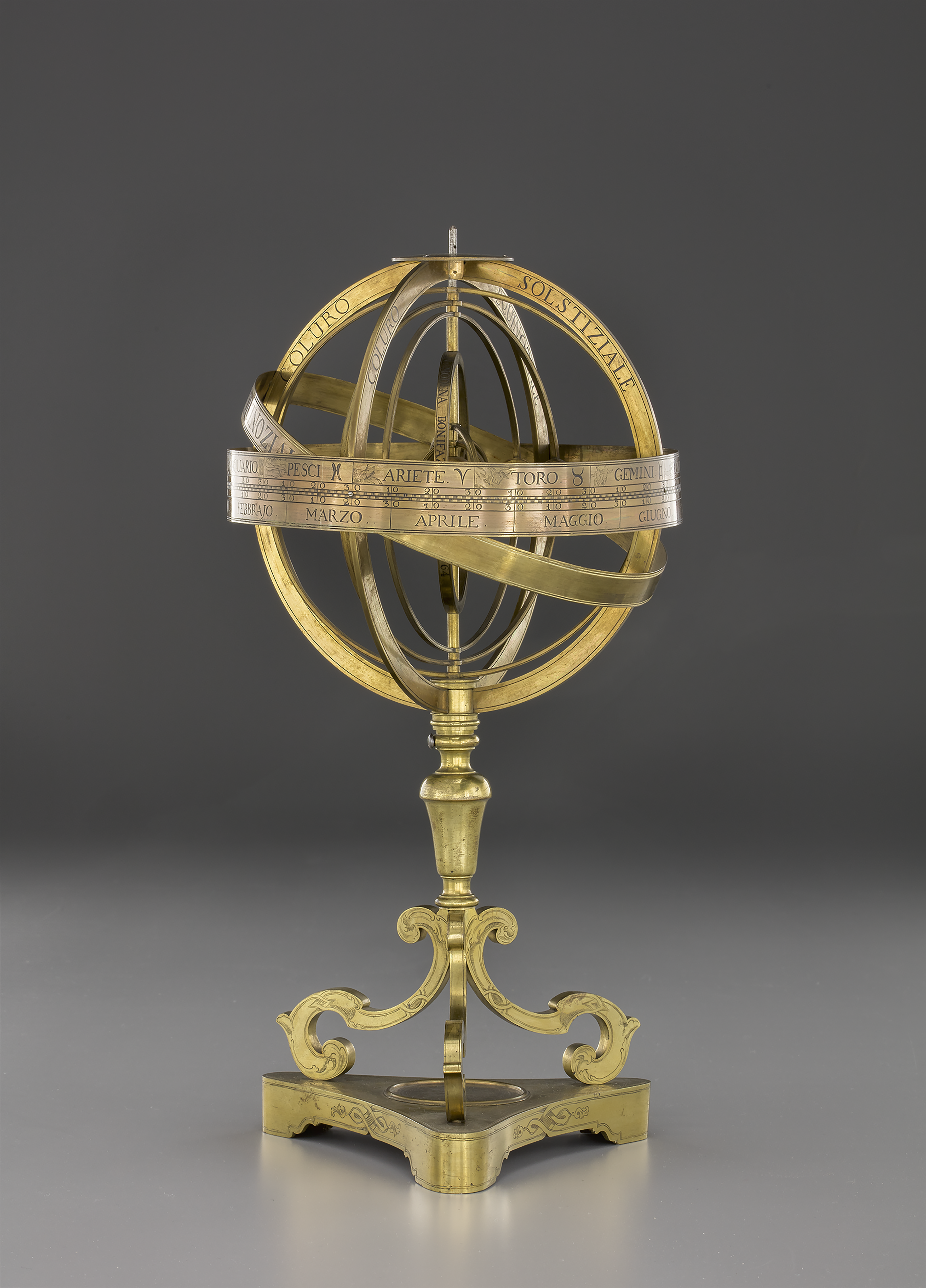
Giovanni Maccari, Sfera armillare, 1673, Museo civico di Modena

È formata da anelli detti armille, generalmente di metallo, ciascuna delle quali rappresenta uno dei circoli della sfera celeste. Le armille fisse rappresentano il meridiano e l'orizzonte, mentre quelle mobili, che seguono la rotazione diurna, indicano l'equatore, l'eclittica, il coluro solstiziale e altri circoli della sfera celeste.

## In Occidente
Il suo nome deriva dal latino armilla (cerchio, braccialetto), poiché ha uno scheletro composto da cerchi metallici graduati che collegano i poli e rappresentano l'equatore, l'eclittica, i meridiani e i paralleli. Tipicamente, al suo centro è posta una sfera che rappresenta la Terra, o in seguito il Sole. Viene usata per mostrare le meccaniche celesti delle stelle e dei pianeti in movimento attorno alla Terra.
Le sfere armillari vennero sviluppate dai Greci e furono usate come strumento didattico già nel III secolo a.C. Con forme più grandi e precise erano usate anche come strumenti di osservazione, essendo le preferite di Tolomeo.
Le sfere armillari divennero nuovamente diffuse nel tardo Medioevo; "inventore" della moderna sfera armillare fu secondo la tradizione Giovanni Dondi dell'Orologio, professore all'Università degli Studi di Padova: per vanto di questo primato i rettori dello studio fecero collocare un'enorme sfera armillare sulla torre del Bo, nel 1581. L'astronomo danese Tycho Brahe (1546-1601) costruì diversi di questi strumenti, che utilizzò per misurazioni più precise della posizione di stelle e pianeti e che descrisse nella sua opera Astronomiae Instauratae Mechanica.
Scienziati rinascimentali e altre figure pubbliche spesso si facevano ritrarre con in mano una sfera armillare, che rappresentava le vette della saggezza e della conoscenza.
Le sfere armillari furono tra i primi apparati meccanici complessi. Il loro sviluppo portò a miglioramenti nelle tecniche e nella progettazione di tutti gli strumenti meccanici.

## In Cina

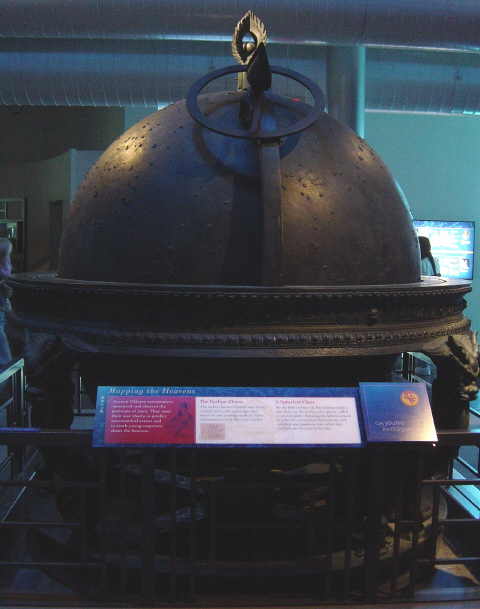
Globo celeste risalente alla dinastia Qing

Per tutto il corso della storia cinese, gli astronomi hanno creato globi celesti per aiutarsi nell'osservazione delle stelle.
I primi globi celesti risalgono al 52 a.C., durante la Dinastia Han occidentale, costruiti dagli astronomi Geng Shou-chang e Luo-xia Hong. Il primo globo celeste azionato ad acqua venne creato da Zhang Heng durante la Dinastia Han orientale.
In seguito Li Chun-feng durante la dinastia Tang creò un globo nel 633, con tre strati sferici per calibrare aspetti multipli delle osservazioni astronomiche.
Nel 723, sotto la Dinastia Tang, il monaco buddista Yi Xing e l'ufficiale governativo Liang Ling-zan combinarono il globo celeste azionato ad acqua di Zhang Heng con un meccanismo per regolarne il movimento. Il risultato fu probabilmente il primo orologio meccanico azionato ad acqua.
Quando a Jamal al-Din di Bukhara fu chiesto di istituire l'Istituzione astronomica islamica nella nuova capitale di Khubilai Khan durante la dinastia Yuan, egli commissionò agli astronomi cinesi una serie di strumenti astronomici, incluse le sfere armillari, dal momento che sapeva che gli astronomi cinesi costruivano questi strumenti almeno dal 1092.

## Araldica

Bandiera del Regno del Brasile (1816-1822)

Una rappresentazione della sfera armillare è presente nell'attuale bandiera portoghese e nello stemma del Portogallo; adottata come parte del proprio blasone personale da parte di Manuele I del Portogallo, si è poi diffusa divenendo un simbolo nazionale distintivo, collegato all'età delle scoperte geografiche che resero il Portogallo una potenza commerciale nel XV e XVI secolo. La sfera armillare è stata anche raffigurata al centro della bandiera del Regno del Brasile, fra il 1816 e il 1822, anni nei quali fu una delle parti costitutive del Regno Unito di Portogallo, Brasile e Algarves, e compare come simbolo principale del cosiddetto Scettro dell'Armillare, parte dei gioielli della corona del Portogallo.

## Arte
La sfera armillare è uno degli elementi decorativi dello stile manuelino portoghese.